# كريستوفر كريستيان كوكس
كريستوفر كريستيان كوكس (بالإنجليزية: Christopher Christian Cox)‏ هو طبيب التوليد والنساء وجراح وطبيب توليد ‏ وسياسي أمريكي، ولد في 28 أغسطس 1816 في بالتيمور في الولايات المتحدة، وتوفي في 25 نوفمبر 1882 في واشنطن العاصمة في الولايات المتحدة. حزبياً، نشط في حزب الوحدة الوطنية ‏.